# Jimmy Jones (baseball)
Pour les articles homonymes, voir Jimmy Jones (homonymie) et Jones.
James Candia Jones (né le 20 avril 1964 à Dallas, Texas, États-Unis) est un lanceur droitier de baseball ayant joué dans les Ligues majeures de 1986 à 1993. 
En 2012, il a été pour quelques mois instructeur des lanceurs de relève chez les Padres de San Diego.

## Carrière de joueur
Jimmy Jones est un choix de première ronde des Padres de San Diego et troisième athlète repêché au total par un club de la Ligue majeure de baseball en 1982. Il fait ses débuts dans le baseball majeur avec les Padres le 21 septembre 1986, disputant trois matchs comme lanceur partant en fin de saison. Il mérite la victoire à son premier match en carrière, joué contre les Astros de Houston, et y fait excellente impression en lançant un match d'un seul coup sûr, ne ratant un match parfait que pour le triple accordé à Bob Knepper en troisième manche. Il n'est que le troisième lanceur dans l'histoire de la MLB à n'accorder qu'un seul coup sûr et à lancer un match complet à son premier match en carrière, après Juan Marichal en 1960 et Bill Rohr en 1967, Jones remporte ses deux décisions en 1986. Principalement employé comme partant au cours des deux années suivantes, Jones remporte 9 victoires pour San Diego en 1987 puis en 1988.
Le 24 octobre 1988, Jones passe aux Yankees de New York. Avec le lanceur droitier Lance McCullers et le voltigeur Stan Jefferson, il est échangé aux Yankees contre le joueur étoile Jack Clark et le lanceur gaucher Pat Clements. Jones évolue en 1989 et 1990 avec les Yankees mais voit davantage d'action en ligues mineures avec le club-école de Columbus dans la Ligue internationale. 
Devenu agent libre, Jones rejoint en mars 1991 les Astros de Houston et obtient une meilleure chance de jouer sur une base régulière. Principalement utilisé comme partant lors de deux saisons, il remporte un sommet personnel de 10 victoires pour les Astros de 1992 en plus d'afficher sa meilleure moyenne de points mérités : 4,07 en 139 manches et un tiers lancées.
En janvier 1993, Jimmy Jones signe avec les Expos de Montréal. Il y joue 12 parties, dont 6 comme lanceur partant. Malgré quatre victoires et une seule défaite, sa moyenne de points mérités s'élève à 6,35 en 39 manches et deux tiers au monticule. Il est libéré de son contrat durant l'été. Un dernier contrat professionnel signé avec les Angels de la Californie ne lui permet pas de revenir dans les majeures et il se retire.
Jimmy Jones a disputé 153 matchs dans le baseball majeur, dont 118 comme lanceur partant. Il compte 43 victoires contre 39 défaites avec 7 matchs complets dont 3 blanchissages. Sa moyenne de points mérités en carrière s'élève à 4,46 en 755 manches lancées et il a enregistré 376 retraits sur des prises.

## Carrière d'instructeur
En 2009, Jimmy Jones devient instructeur en ligues mineures dans l'organisation des Padres de San Diego.
Il débute 2012 comme instructeur des lanceurs des San Antonio Missions, le club-école Double-A des Padres dans la Ligue du Texas et est nommé instructeur dans l'enclos des lanceurs de relève des Padres de San Diego le 16 mai suivant, assurant l'intérim en l'absence de Darrel Akerfelds. Il lui succède lors du décès d'Akerfelds le 24 juin et remplit le rôle jusqu'à la fin de la saison 2012.